# Glypta bequaerti
Glypta bequaerti là một loài tò vò trong họ Ichneumonidae.